# Запорожець Михайло Петрович
Миха́йло Петро́вич Запоро́жець (нар. 31 березня 1968, село Слобода Кагарлицького району Київської області  — український правознавець, фахівець у галузі з питань адміністративно-правового забезпечення діяльності судів та судочинства, кандидат юридичних наук. З 21 вересня 2010 року по 17 вересня 2019 року обіймав посаду судді Конституційного Суду України.

## Життєпис
1990 року закінчив Ржищівський будівельний технікум.
Після закінчення у 1995 році Національної юридичної академії України (м. Харків) працював старшим слідчим прокуратури Станично-Луганського району Луганської області.
З 1997 року по 2000 рік — суддя Ровеньківського міського суду Луганської області.
Протягом 2000—2002 років — суддя Кам'янобрідського районного суду м. Луганська.
У період з 2002 року по 2010 рік — суддя Апеляційного суду Луганської області.
У вересні 2010 року X з'їздом суддів України обраний на посаду Судді Конституційного Суду України.
21 вересня 2010 року склав присягу Судді Конституційного Суду України.

## Наукові звання
Магістр державного управління, кандидат юридичних наук (доктор філософії).

## Науковий доробок
Автор низки наукових праць з питань адміністративно-правового забезпечення діяльності судів України та судочинства.